# Фомочкин, Андрей Васильевич
Андрей Васильевич Фомочкин (р. 24 мая 1963, Армавир, Краснодарский край) — белорусский спортивный функционер. Мастер спорта СССР международного класса по лёгкой атлетике, победитель и призёр Спартакиады народов СССР (1986), рекордсмен СССР[уточнить] в зимнем многоборье.

## Биография
Окончил Белорусский государственный экономический университет, позже Институт повышения квалификации и переподготовки руководящих работников и специалистов физической культуры, спорта и туризма.
На летней Спартакиаде народов СССР 1986 года, где для легкоатлетов было установлено возрастное ограничение «до 23 лет», завоевал две медали, в обоих случаях установив рекорды БССР: «серебро» в десятиборье, где набрал 8227 очков, и «золото» в эстафете 4×400 м вместе с Валерием Даукшей, Сергеем Добровольским и Владимиром Будько, где они показали результат 3.05,66, до сих пор остающимся молодёжным рекордом Белоруссии.
Работал тренером-преподавателем СДЮШОР Минской области, занимал ряд руководящих должностей в государственных и коммерческих организациях, с 2007 года — в директорате национальных команд, в 2008—2010 годах — помощник Министра спорта и туризма Белоруссии, в 2010—2012 годах — председатель директората национальных команд по видам спорта Министерства спорта и туризма Беларуси. С сентября 2017 года — директор РЦОП по зимним видам спорта «Раубичи».

## Скандал с флагом России
На открытии Летних Паралимпийских игр 2016 в Рио-де-Жанейро, которое произошло 7 сентября на стадионе «Маракана», вышел вместе с белорусской командой с флагом России, команда которой была раньше в полном составе дисквалифицирована Международным паралимпийским комитетом на основании доклада Макларена, где утверждалось, что употребление допинга поддерживалось в России на государственном уровне. Фомочкин прошёл с флагом по стадиону несколько десятков метров, после чего флаг у него забрали. Позже стало известно, что белорусская делегация планировала нести большой российский флаг во главе колонны рядом с белорусским, но он был изъят представителями Международного паралимпийского комитета.
В МПК заявили, что примут решение о дисциплинарных мерах. 8 сентября Международный паралимпийский комитет лишил Фомочкина аккредитации.

### Предыстория
23 августа 2016 года, глава Паралимпийского комитета Беларуси Олег Шепель заявил, что белорусские спортсмены на открытии Паралимпиады понесут белорусские и российские флаги, однако в пресс-службе Международного паралимпийского комитета отметили, что Россия не имеет права выступать на Паралимпийских играх в 2016 году в Рио-де-Жанейро, поэтому, если белорусские спортсмены понесут российские флаги во время церемонии открытия, это будет рассматриваться как политический протест, а в отношении соответствующих спортсменов и/или национального паралимпийского комитета будут приняты определённые меры. Олег Шепель был вынужден оправдываться, что его слова неправильно интерпретировали и официальная делегация на стадионе «Маракана» будет нести только флаг Белоруссии. После акции Фомочкина Шепель заявил, что это был жест солидарности с отстранёнными от игр российскими спортсменами.

### Отклики
Пресс-секретарь Министерства спорта и туризма Беларуси Владимир Нестерович, комментируя акцию, заявил, что она не была санкционирована министерством. Пресс-секретарь МИД Беларуси Дмитрий Мирончик на брифинге сообщил, что белорусский спортсмен, который вынес флаг России на церемонии открытия Паралимпиады, поступил по-товарищески и по-мужски, а Беларусь готова отвечать за его поступок. Пресс-секретарь Президента Беларуси Наталья Эйсмонт подчеркнула:

Вынос флага во время церемонии открытия — инициатива белорусской делегации. Тем не менее, я хочу подчеркнуть, что это позиция государственная, и это в том числе позиция президента страны и президента нашего Паралимпийского комитета. Мы солидарны с российскими паралимпийцами.

Пресс-секретарь президента России Дмитрий Песков заявил, что поступок Фомочкина заслуживает восторга. Вице-президент Паралимпийского комитета России Рима Баталова выступила с инициативой наградить Фомочкина орденом Дружбы.
Белорусская пловчиха и олимпийская призёр Александра Герасименя назвала поступок «смелым».
Глава белорусской миссии на Паралимпиаде Николай Шудейко в интервью The Guardian заявил, что белорусские паралимпийцы «огорчены и возмущены» поднятием российского флага над официальной делегацией. По его словам, Фомочкин объяснил свой поступок тем, что он русский по происхождению и хотел выразить поддержку российским паралимпийцам. Однако позже Шудейко заявил, что никакого интервью этой газете не давал.
Бизнесмен и автогонщик Сергей Шмаков подарил Фомочкину квартиру в Подмосковье, однако по белорусским законам Фомочкин как госслужащий не имеет права принять такой подарок; в настоящее время этот вопрос прорабатывается юристами.
Совет Депутатов Зеленоградского Городского округа принял решение о присвоении Фомочкину звания "Почётный житель Зеленоградска"